# Институт общественных наук при ЦК КПСС
Институт общественных наук (при ЦК КПСС) (ИОН) — научно-исследовательское и высшее учебное заведение ЦК КПСС, готовившее кадры для коммунистических и леворадикальных движений несоциалистических стран, в том числе национально-освободительных движений, находившихся на нелегальном положении в странах Третьего мира, и исследовавшее проблемы этих движений. Основан в 1962 году. Работал в закрытом режиме, непосредственно подчиняясь руководству Международного отдела ЦК КПСС. Обучение велось на иностранных языках (преподаватели, не владевшие нужными иностранными языками, работали с переводчиками). Ликвидирован в августе 1991 года.

## История
Причиной создания ИОН был поиск гибких способов влияния на коммунистические партии, так как прямое директивное воздействие Москвы на их руководство ослабло в послесталинский период. ИОН был образован в здании, в котором до того размещалась Московская областная партийная школа. Одновременно с выполнением учебных функций ИОН был научно-исследовательским центром, подчинявшимся Международному отделу ЦК КПСС. Первый ректор Ф. Д. Рыженко получил полную свободу в приёме на работу способных и нестандартно мыслящих людей, даже если их благонадежность могла вызывать сомнения в КГБ. При нём преподавали Мераб Мамардашвили, Юрий Замошкин, Нелли Мотрошилова, Игорь Кон, Эрих Соловьёв, Борис Грушин, Эдуард Баталов. Аспирантура института готовила кадры, которые могли преподавать на иностранных языках. Потребность в творчески мыслящих сотрудниках была обусловлена острыми дискуссиями, развернувшимися к началу 1970-х годов в левом движении с одной стороны с еврокоммунистами, с другой стороны с леворадикалами, в том числе сторонниками Ф. Кастро, создавшего в Латинской Америке сеть параллельных коммунистических организаций, ориентировавшихся не на Москву, а на Гавану.

Институт общественных наук, или Международная ленинская школа, был наиболее закрытым из партийных учебных заведений, здесь готовили кадры для зарубежных компартий. То, что меня туда взяли, было довольно удивительно, да и самое место выглядело непривычно. Здесь придавали большое значение качеству работы, на которое в других местах внимания не обращали.
…
Слушатели тоже были требовательны, обычные пропагандистские лекции, с которыми выступали высокопоставленные партийные чиновники, в ИОНе с треском проваливались. Моя социологическая подготовка и, особенно, интерес к социальным проблемам молодежи, в которых было заинтересовано международное коммунистическое движение, здесь оказались реально востребованы.— Кон И. С.
У молодёжи из западных компартий были популярны антибюрократические настроения, внешние формы протеста против истеблишмента (длинные волосы, бороды, рваные джинсы) и идеи сексуальной революции. Рыженко издал приказ, запрещавший преподавателям и переводчикам института носить чёрные костюмы и короткие стрижки, рекомендовалось отпускать бороды и длинные волосы, носить джинсы. В институте был открыт специальный магазин, где работники института могли покупать модную одежду западных моделей.
Для обучения слушателей из нелегальных организаций практике вооружённой борьбы были созданы филиалы ИОН на окраинах Москвы: в Серебряном Бору и Литвиновке, а также в посёлке Нагорном. В 1962—1978 в институте занимался преподавательской работой П. К. Пономаренко, бывший в годы Великой Отечественной войны начальником Центрального штаба партизанского движения.
После ликвидации Института в 1991 году комплекс зданий ИОН (дома № 49-55 по Ленинградскому проспекту) был закреплён за Горбачёв-Фондом, однако 7 октября 1993 года большая часть занимаемой фондом площади была передана Финансовой академии, а у Горбачёв-Фонда осталось 700 м² из 5 тысяч, имевшихся ранее. На территории бывшего филиала ИОН в районе посёлка Нагорное Пушкинского района Московской области расположен загородный учебный центр Академии государственной противопожарной службы МЧС России.

## Ректоры
- 1963—1975: Фёдор Данилович Рыженко
- 1975—1978: Николай Васильевич Матковский
- 1979—1987: Юрий Николаевич Панков[7]
- 1987—1991: Юрий Андреевич Красин

## Выпускники
- Димитрис Христофиас — президент Кипра (2008—2013).